# 幻冬社ルネッサンス新社
もしかして
- 幻冬舎ルネッサンス新社

ではありませんか？